# Поляков, Александр Сергеевич (Герой Социалистического Труда)
Александр Сергеевич Поляков  (1922—1986) — советский полярный лётчик-испытатель гражданской авиации. Заслуженный пилот СССР. Герой Социалистического Труда (1962).

## Биография
Родился 20 ноября 1922 года в селе Скачки, Мокшанского уезда Пензенской губернии в семье служащих.
До 1941 года окончив среднюю школу проходил обучение на курсах Тушинского аэроклуба. С 1941 по 1944 годы проходил обучение в Тамбовской военной авиационной школе пилотов. С 1944 года участник Великой Отечественной войны в составе 39-го разведывательного авиационного полка 17-й воздушной армии — лейтенант, командир экипажа самолёта-бомбардировщика Пе-2, воевал на 3-м Украинском фронте, участник боёв за освобождение европейских городов от немецко-фашистских захватчиков.
С 1947 по 1948 годы после окончания войны продолжил службу в частях Военно-Воздушных Сил.
С 1948 года после увольнения из рядов Советской армии начал свою службу в Полярной авиации гражданского флота, летал на военно-транспортном самолёте «Douglas C-47 Skytrain», в 1948 году был участником воздушной высокоширотной экспедиции «Север-2», в 1949 году — «Север-4». С 1949 года был участником авиационного отряда входившего в состав научно-исследовательских судов по освоению антарктического материка, в 1957 году в качестве одного из пилотов, А. С. Поляковым была осуществлена посадка самолёта Ан-2 на вершину айсберга на полярном круге.
С 1960 года — командир самолёта Ил-18 254-го лётного отряда Полярной авиации ГВФ. С 1961 по 1962 года был участником перелёта из Москвы в Антарктиду, преодолев расстояние — 26423 километров в два океана и четыре континента. По пути к месту назначения пилотируемое судно под руководством А. С. Полякова дозаправлялось ГСМ в таких городах мира как Ташкент, Дели, Рангун, Джакарт, Дарвин, Сидней и Крайстчерч. В общей сложности воздушным судном А. С. Полякова на маршруте Москва — Антарктида и Антарктида — Москва было преодолено расстояние превышающее диаметр всего земного шара, пролетев маршрутный путь в более чем пятьдесят тысяч километров.
10 июля 1962 года Указом Президиума Верховного Совета СССР «за образцовое выполнение задания по перелёту в Антарктиду и проявленные при этом мужество и высокое лётное мастерство» Александр Сергеевич Поляков был удостоен звания Героя Социалистического Труда с вручением Ордена Ленина и золотой медали «Серп и Молот».
С 1963 по 1964 годы вторично и с 1966 по 1967 годы в третий раз участвовал в экспедиции по маршруту Москва — Антарктида и Антарктида — Москва.
С 1971 по 1986 годы работал командиром самолёта 64-го лётного отряда Московского управления ГВФ ГУГВФ при СМ СССР.
Скончался 29 сентября 1986 года в Москве, похоронен на Хованском центральном кладбище Москвы.

## Награды
- Медаль «Серп и Молот» (10.07.1962)
- Два Ордена Ленина (в том числе 01.07.1962)
- Орден Отечественной войны I степени
- Три Ордена Трудового Красного Знамени
- Орден «Знак Почёта» (25.07.1949[2])
- Медаль «За победу над Германией в Великой Отечественной войне 1941—1945 гг.»

### Звание
- Заслуженный пилот СССР